# ساندره هولست انگر
ساندره هولست انگر (انگلیسی: Sondre Holst Enger؛ زادهٔ ۱۷ دسامبر ۱۹۹۳) دوچرخه‌سوار اهل نروژ است.
از باشگاه‌هایی که در آن بازی کرده‌است می‌توان به تیم دوچرخه‌سواری آکادمی اسرائیل، آی‌ای‌ام سایکلینگ، و آژ۲آر لا موندیال اشاره کرد.
وی در مسابقات کشوری و بین‌المللی در مجموع برندهٔ ۱ مدال برنز شده‌است.